# 유즈노사할린스크주
유즈노사할린스크주(러시아어: Южно-Сахалинская область)는 러시아 소비에트 사회주의 연방공화국의 임시 행정 구역으로, 1946년 2월 2일부터 1947년 1월 2일까지 설치되었다가 사할린주에 통합되었다.

## 역사
1945년 8월 9일 소련이 일본에 선전 포고를 하였고, 그 날부터 만주 전략공세작전이 시작되었다. 8월 20일 홀름스크(당시 명칭 마오카)에 침공이 가해졌고, 그 날 마오카 우편 전신국 집단자결 사건이 일어난다. 8월 22일 휴전이 성립하였으나 이후에도 전투는 계속되었고, 8월 28일 사할린 주둔 일본군은 무장 해제되었다. 결국 일본은 9월 2일 정식으로 항복하였다.
9월 17일 소련 측 행정 기관이 설치되었다. 이후 이 지역은 점점 러시아 색채를 띄게 되었으며, 11월 7일에 첫 러시아 혁명 기념식이 치러졌다.
1946년 1월 29일 SCAPIN-677에 의해서 일본이 공식적으로 영향력을 상실한 후, 2월 2일 사할린섬 남부와 쿠릴 열도 지역을 소련령으로 선언하고, 유즈노사할린 주를 설치하였다. 당시 주의 중심 도시는 도요하라로, 1946년 7월 4일에 유즈노사할린스크로 개명되었다. 2월 5일 일본 엔에서 소련 루블로 통화 교환이 이루어졌다.
다른 주와는 달리 주 의회와 위원회가 없었고, 모든 관리는 극동 군사 관구(en)에서 이루어졌다. 러시아어 신문 붉은 깃발(Красное знамя)와 일본어 신문 새로운 생명(新生命)이 발행되었다.
1946년 12월 5일 일본 귀국선이 출항하였고, 약 1년 동안 존재하였다가 1947년 1월 2일 경제적으로 취약했던 사할린 주에 통합되었다. 당시 주도는 알렉산드롭스크사할린스키였으며, 통합 이후에도 당분간 주도 지위를 유지하다가 1947년 4월 18일 주도를 유즈노사할린스크로 이전하였다.

## 행정 구역
1946년 6월 5일 러시아식으로 새 행정 구역을 지정하였다.
- 네벨스키 군
- 돌린스키 군
- 레소고르스키 군
- 마카롭스키 군
- 세베로쿠릴스키 군
- 아닙스키 군
- 우그레고르스키 군
- 유즈노사할린스키 군
- 유즈노쿠릴스키 군
- 코르사콥스키 군
- 쿠릴스키 군
- 토마린스키 군
- 포로나이스키 군
- 홀름스키 군

## 인구 구성
1946년 7월 당시 인구이다. 소련계 인구는 제외되었다.
- 일본인: 277,649명
- 한국인: 27,088명
- 아이누인: 406명
- 중국인: 103명
- 러일전쟁 당시 남사할린 잔류 러시아인: 97명
- 예벤키인: 81명
- 폴란드인: 27명
- 니브히인: 24명
- 나나이인: 11명
- 기타: 16명

## 같이 보기
- 가라후토/가라후토 청
- 사할린 주